# Levke Kretschmann
Levke Kretschmann (* 17. Juni 2000) ist eine deutsche Handballspielerin.

## Karriere
Levke Kretschmann spielte in der Jugend für die HSG Marne/Brunsbüttel. 2018 wechselte sie zum MTV Heide. Mit der Mannschaft gelang ihr der Aufstieg in die 3. Liga und darauf der direkte Aufstieg 2021 in die 2. Bundesliga. In ihrer ersten Zweitligasaison war sie mit 239 Tore zweitbeste Torschützin der Liga. Dennoch gelang es ihnen nicht die Klasse zu halten. Nach dem Abstieg wechselte sie zum Erstligaabsteiger HL Buchholz 08-Rosengarten. In der Saison 2023/24 war sie mit 204 Toren erneut unter den besten Torschützinnen der Liga und wurde zudem zur Spielerin der Saison gewählt. Im Sommer 2024 wechselte sie zum Erstligisten Buxtehuder SV.

## Privates
Levke Kretschmann hat Wirtschaftspsychologie studiert.